# Cantone di Héricourt-2
Il Cantone di Héricourt-2 è una divisione amministrativa dell'arrondissement di Lure.
È stato costituito a seguito della riforma approvata con decreto del 17 febbraio 2014, che ha avuto attuazione dopo le elezioni dipartimentali del 2015, ridefinendo il soppresso cantone di Héricourt-Ouest.
A seguito della riforma, il cantone non include più il comune di Lomont.

## Composizione
Comprende parte della città di Héricourt e i comuni di:
- Belverne
- Champey
- Chavanne
- Chenebier
- Coisevaux
- Courmont
- Couthenans
- Étobon
- Saulnot
- Tavey
- Trémoins
- Verlans
- Villers-sur-Saulnot
- Vyans-le-Val